# Gare de Redding (Amtrak)
Ne doit pas être confondu avec Gare de Réding.
La gare de Redding est une gare ferroviaire des États-Unis, située à Redding, en Californie.
Elle est desservie par Amtrak, et n'a pas de personnel.

## Histoire
Elle est mise en service en 1923.

## Service des voyageurs

### Desserte
- Ligne d'Amtrak[1] :
  - Le Coast Starlight: Los Angeles - Seattle